# Mexalictus micheneri
Mexalictus micheneri är en biart som beskrevs av Eickwort 1978. Mexalictus micheneri ingår i släktet Mexalictus och familjen vägbin. Inga underarter finns listade i Catalogue of Life.